# Golden Globe du meilleur acteur dans une série télévisée musicale ou comique
Le Golden Globe du meilleur acteur dans une série télévisée musicale ou comique (en anglais : Golden Globe Award for Best Actor – Television Series Musical or Comedy) est une récompense télévisuelle décernée annuellement depuis 1970 par la Hollywood Foreign Press Association.
Cette récompense est née de la scission du Golden Globe du meilleur acteur dans une série télévisée (en celle-ci et le Golden Globe du meilleur acteur dans une série télévisée dramatique) décerné de 1962 à 1969. En 1972, le prix est exceptionnellement décerné sous l'appellation Actor in a Leading Role – Musical or Comedy Series or Television Movie.

## Palmarès
Note : le symbole « ♕ » rappelle le gagnant de l'année précédente (si nomination).

### Années 1970
- 1970 : Dan Dailey pour le rôle de William Drinkwater dans The Governor and J.J.
  - Tom Jones pour son propre rôle dans This Is Tom Jones
  - Jim Nabors pour son propre rôle dans The Jim Nabors Hour
  - Dean Martin pour son propre rôle dans The Dean Martin Show (en)
  - Glen Campbell pour son propre rôle dans The Glen Campbell Goodtime Hour
- 1971 : Flip Wilson pour son propre rôle dans The Flip Wilson Show
  - Danny Thomas pour le rôle de Danny Williams dans Make Room for Granddaddy
  - David Frost pour son propre rôle dans The David Frost Show
  - Merv Griffin pour son propre rôle dans The Merv Griffin Show
  - Herschel Bernardi pour le rôle d'Arnie Nuvo dans Arnie
- 1972 : Carroll O'Connor pour le rôle d'Archie Bunker dans All in the Family
  - Herschel Bernardi pour le rôle d'Arnie Nuvo dans Arnie
  - Flip Wilson pour son propre rôle dans The Flip Wilson Show ♕
  - Jack Klugman pour le rôle d'Oscar Madison dans The Odd Couple
  - Dick Van Dyke pour le rôle de Dick Preston dans The New Dick Van Dyke Show
- 1973 : Redd Foxx pour le rôle de Fred G. Sanford dans Sanford and Son
  - Alan Alda pour le rôle de Benjamin Pierce dans M*A*S*H
  - Bill Cosby pour le rôle de l'"Hôte" dans The New Bill Cosby Show
  - Paul Lynde pour le rôle de Paul Simms dans The Paul Lynde Show
  - Flip Wilson pour son propre rôle dans The Flip Wilson Show
  - Carroll O'Connor pour le rôle d'Archie Bunker dans All in the Family ♕
- 1974 : Jack Klugman pour le rôle d'Oscar Madison dans The Odd Couple
  - Carroll O'Connor pour le rôle d'Archie Bunker dans All in the Family
  - Alan Alda pour le rôle de Benjamin Pierce dans M*A*S*H
  - Redd Foxx pour le rôle de Fred G. Sanford dans Sanford and Son ♕
  - Dom DeLuise pour le rôle de Stanley Belmont dans Lotsa Luck
- 1975 : Alan Alda pour le rôle de Benjamin Pierce dans M*A*S*H
  - Carroll O'Connor pour le rôle d'Archie Bunker dans All in the Family
  - Bob Newhart pour le rôle de Dick Loudon dans Newhart
  - Edward Asner pour le rôle de Lou Grant dans The Mary Tyler Moore Show
  - Redd Foxx pour le rôle de Fred G. Sanford dans Sanford and Son
- 1976 : Alan Alda pour le rôle de Benjamin Pierce dans M*A*S*H ♕
  - Redd Foxx pour le rôle de Fred G. Sanford dans Sanford and Son
  - Bob Newhart pour le rôle de Dick Loudon dans Newhart
  - Carroll O'Connor pour le rôle d'Archie Bunker dans All in the Family
  - Hal Linden pour le rôle du Capt. Barney Miller dans Barney Miller
  - Johnny Carson pour le rôle de  dans The Tonight Show Starring Johnny Carson
- 1977 : Henry Winkler pour le rôle d'Arthur "Fonzie" Fonzarelli dans Happy Days
  - Hal Linden pour le rôle du Capt. Barney Miller dans Barney Miller
  - Alan Alda pour le rôle de Benjamin Pierce dans M*A*S*H ♕
  - Freddie Prinze pour le rôle de Francisco "Chico" Rodriguez dans Chico and the Man
  - Tony Randall pour le rôle du Juge Walter Franklin dans The Tony Randall Show
  - Sammy Davis Jr. pour son propre rôle dans Sammy and Company
  - Michael Constantine pour le rôle du Juge Matthew Sirota dans Sirota's Court
- 1978 : (ex æquo) Henry Winkler pour le rôle d'Arthur "Fonzie" Fonzarelli ♕ et Ron Howard pour le rôle de Richie Cunningham dans Happy Days
  - Carroll O'Connor pour le rôle d'Archie Bunker dans All in the Family
  - Alan Alda pour le rôle de Benjamin Pierce dans M*A*S*H
  - Hal Linden pour le rôle du Capt. Barney Miller dans Barney Miller
- 1979 : Robin Williams pour le rôle de Mork dans Mork and Mindy
  - Gavin MacLeod pour le rôle du Capt. Merrill Stubing dans La croisière s'amuse (The Love Boat)
  - John Ritter pour le rôle de Jack Tripper dans Three's Company
  - Alan Alda pour le rôle de Benjamin Pierce dans M*A*S*H
  - Judd Hirsch pour le rôle d'Alex Rieger dans Taxi

### Années 1980
- 1980 : Alan Alda pour le rôle de Benjamin Pierce dans M*A*S*H
  - Robin Williams pour le rôle de Mork dans Mork and Mindy
  - Judd Hirsch pour le rôle d'Alex Rieger dans Taxi
  - Wilfrid Hyde-White pour le rôle d'Emerson Marshall dans The Associates
  - John Ritter pour le rôle de Jack Tripper dans Three's Company
- 1981 : Alan Alda pour le rôle de Benjamin Pierce dans M*A*S*H ♕
  - Judd Hirsch pour le rôle d'Alex Rieger dans Taxi
  - Wayne Rogers pour le rôle du Dr Charley Michaels dans House Calls
  - Gavin MacLeod pour le rôle du Capt. Merrill Stubing dans La croisière s'amuse (The Love Boat)
  - Hal Linden pour le rôle de Capt. Barney Miller dans Barney Miller
- 1982 : Alan Alda pour le rôle de Benjamin Pierce dans M*A*S*H ♕
  - Judd Hirsch pour le rôle d'Alex Rieger dans Taxi
  - Gavin MacLeod pour le rôle du Capt. Merrill Stubing dans La croisière s'amuse (The Love Boat)
  - Tony Randall pour le rôle de Sidney Shore dans Love, Sidney
  - James Garner pour le rôle de Bret Maverick dans Maverick
- 1983 : Alan Alda pour le rôle de Benjamin Pierce dans M*A*S*H ♕
  - Tony Randall pour le rôle de Sidney Shore dans Love, Sidney
  - Judd Hirsch pour le rôle d'Alex Rieger dans Taxi
  - Bob Newhart pour le rôle de Dick Loudon dans Newhart
  - Robert Guillaume pour le rôle de Benson DuBois dans Benson
- 1984 : John Ritter pour le rôle de Jack Tripper dans Three's Company
  - Bob Newhart pour le rôle de Dick Loudon dans Newhart
  - Robert Guillaume pour le rôle de Benson DuBois dans Benson
  - Ted Danson pour le rôle de Sam Malone dans Cheers
  - Dabney Coleman pour le rôle de "Buffalo" Bill Bittinger dans Buffalo Bill
- 1985 : Bill Cosby pour le rôle de Cliff Huxtable dans Cosby Show (The Cosby Show)
  - Ted Danson pour le rôle de Sam Malone dans Cheers
  - Bob Newhart pour le rôle de Dick Loudon dans Newhart
  - Robert Guillaume pour le rôle de Benson DuBois dans Benson
  - Sherman Hemsley pour le rôle de George Jefferson dans The Jeffersons
- 1986 : Bill Cosby pour le rôle de Cliff Huxtable dans Cosby Show (The Cosby Show) ♕
  - Bruce Willis pour le rôle de David Addison dans Clair de lune (Moonlighting)
  - Michael J. Fox pour le rôle d'Alex Keaton dans Sacrée Famille (Family Ties)
  - Bob Newhart pour le rôle de Dick Loudon dans Newhart
  - Ted Danson pour le rôle de Sam Malone dans Cheers
- 1987 : Bruce Willis pour le rôle de David Addison dans Clair de lune (Moonlighting)
  - Michael J. Fox pour le rôle d'Alex Keaton dans Sacrée Famille (Family Ties)
  - Tony Danza pour le rôle de Tony Micelli dans Madame est servie (Who's the Boss?)
  - Bill Cosby pour le rôle de Cliff Huxtable dans Cosby Show (The Cosby Show)
  - Ted Danson pour le rôle de Sam Malone dans Cheers
- 1988 : Dabney Coleman pour le rôle de Slap Maxwell dans The Slap Maxwell Story
  - Bruce Willis pour le rôle de David Addison dans Clair de lune (Moonlighting)
  - John Ritter pour le rôle de Jack Tripper dans Flic à tout faire
  - Alan Thicke pour le rôle de Dr. Jason Seaver dans Quoi de neuf, docteur? (Growing Pains)
- 1989 : (ex æquo) Michael J. Fox pour le rôle d'Alex Keaton dans Sacrée Famille (Family Ties), Judd Hirsch pour le rôle de John Lacey dans Cher John (Dear John) et Richard Mulligan pour le rôle du Dr Harry Weston dans La Maison en folie (Empty Nest)
  - John Goodman pour le rôle de Dann Conner dans Roseanne
  - Ted Danson pour le rôle de Sam Malone dans Cheers
  - Tony Danza pour le rôle de Tony Micelli dans Madame est servie (Who's the Boss?)

### Années 1990
- 1990 : Ted Danson pour le rôle de Sam Malone dans Cheers
  - Fred Savage pour le rôle de Kevin Arnold dans Les Années coup de cœur (The Wonder Years)
  - Richard Mulligan pour le rôle de Dr Harry Weston dans La Maison en folie (Empty Nest) ♕
  - John Goodman pour le rôle de Dann Conner dans Roseanne
  - Judd Hirsch pour le rôle de John Lacey dans Cher John (Dear John) ♕
- 1991 : Ted Danson pour le rôle de Sam Malone dans Cheers ♕
  - Fred Savage pour le rôle de Kevin Arnold dans Les Années coup de cœur (The Wonder Years)
  - Burt Reynolds pour le rôle de Wood Newton dans Evening Shade
  - Richard Mulligan pour le rôle de Dr Harry Weston dans La Maison en folie (Empty Nest)
  - John Goodman pour le rôle de Dann Conner dans Roseanne
- 1992 : Burt Reynolds pour le rôle de Wood Newton dans Evening Shade
  - Craig T. Nelson pour le rôle du Coach Hayden Fox dans Coach
  - Ted Danson pour le rôle de Sam Malone dans Cheers
  - Neil Patrick Harris pour le rôle du Dr Douglas « Doogie » Howser dans Docteur Doogie (Doogie Howser, M.D.)
  - Ed O'Neill pour le rôle de Al Bundy dans Mariés, deux enfants (Married… with Children)
- 1993 : John Goodman pour le rôle de Dan Conner dans Roseanne
  - Tim Allen pour le rôle de Tim Taylor dans Papa bricole (Home Improvement)
  - Craig T. Nelson pour le rôle de Hayden Fox dans Coach
  - Will Smith pour le rôle de William « Will » Smith dans Le Prince de Bel-Air (The Fresh Prince Of Bel-Air)
  - Ted Danson pour le rôle de Sam Malone dans Cheers
  - Ed O'Neill pour le rôle d'Al Bundy dans Mariés, deux enfants (Married)
  - Burt Reynolds pour le rôle de Woodrow "Wood" Newton dans Evening Shades ♕
- 1994 : Jerry Seinfeld pour le rôle de Jerry Seinfeld dans Seinfeld
  - Tim Allen pour le rôle de Tim Taylor dans Papa bricole (Home Improvement)
  - Kelsey Grammer pour le rôle du Dr Frasier Crane dans Frasier
  - Craig T. Nelson pour le rôle de Hayden Fox dans Coach
  - Will Smith pour le rôle de William « Will » Smith dans Le Prince de Bel-Air (The Fresh Prince Of Bel-Air)
- 1995 : Tim Allen pour le rôle de Tim Taylor dans Papa bricole (Home Improvement)
  - Kelsey Grammer pour le rôle du Dr Frasier Crane dans Frasier
  - Craig T. Nelson pour le rôle de Hayden Fox dans Coach
  - Paul Reiser pour le rôle de Paul Buchman dans Dingue de toi (Mad About You)
  - Jerry Seinfeld pour le rôle de Jerry Seinfeld dans Seinfeld ♕
  - Garry Shandling pour le rôle de Larry Sanders dans The Larry Sanders Show
- 1996 : Kelsey Grammer pour le rôle du Dr Frasier Crane dans Frasier
  - Tim Allen pour le rôle de Tim Taylor dans Papa bricole (Home Improvement) ♕
  - Garry Shandling pour le rôle de Larry Sanders dans The Larry Sanders Show
  - Jerry Seinfeld pour le rôle de Jerry Seinfeld dans Seinfeld
  - Paul Reiser pour le rôle de Paul Buchman dans Dingue de toi (Mad About You)
- 1997 : John Lithgow pour le rôle de Dick Solomon dans Troisième planète après le Soleil (3rd Rock from the Sun)
  - Kelsey Grammer pour le rôle du Dr Frasier Crane dans Frasier ♕
  - Tim Allen pour le rôle de Tim Taylor dans Papa bricole (Home Improvement)
  - Paul Reiser pour le rôle de Paul Buchman dans Dingue de toi (Mad About You)
  - Michael J. Fox pour le rôle de Mike Flaherty dans Spin City
- 1998 : Michael J. Fox pour le rôle de Mike Flaherty dans Spin City
  - Kelsey Grammer pour le rôle du Dr Frasier Crane dans Frasier
  - John Lithgow pour le rôle de Dick Solomon dans Troisième planète après le Soleil (3rd Rock from the Sun) ♕
  - Paul Reiser pour le rôle de Paul Buchman dans Dingue de toi (Mad About You)
  - Jerry Seinfeld pour le rôle de Jerry Seinfeld dans Seinfeld
- '1999 : Michael J. Fox pour le rôle de Mike Flaherty' dans Spin City ♕
  - Thomas Gibson pour le rôle de Greg Montgomery dans Dharma et Greg (Dharma and Greg)
  - Kelsey Grammer pour le rôle du Dr Frasier Crane dans Frasier
  - John Lithgow pour le rôle de Dick Solomon dans Troisième planète après le Soleil (3rd Rock from the Sun)
  - George Segal pour le rôle de Jack Gallo dans Voilà ! (Just Shoot Me!)

### Années 2000
- 2000 : Michael J. Fox pour le rôle de Mike Flaherty dans Spin City ♕
  - Thomas Gibson pour le rôle de Greg dans Dharma et Greg (Dharma and Greg)
  - Eric McCormack pour le rôle de Will Truman dans Will et Grace (Will & Grace)
  - Ray Romano pour le rôle de Ray Barone dans Tout le monde aime Raymond (Everybody Loves Raymond)
  - George Segal pour le rôle de Jack Gallo dans Voilà ! (Just Shoot Me!)
- 2001 : Kelsey Grammer pour le rôle de Frasier Crane dans Frasier
  - Ted Danson pour le rôle du Dr John Becker dans Becker
  - Eric McCormack pour le rôle de Will Truman dans Will et Grace (Will & Grace)
  - Frankie Muniz pour le rôle de Malcolm dans Malcolm (Malcolm in the Middle)
  - Ray Romano pour le rôle de Ray Barone dans Tout le monde aime Raymond (Everybody Loves Raymond)
- 2002 : Charlie Sheen pour le rôle de Charlie Crawford dans Spin City
  - Tom Cavanagh pour le rôle d'Edward « Ed » Stevens dans Ed
  - Kelsey Grammer pour le rôle de Frasier Crane dans Frasier ♕
  - Frankie Muniz pour le rôle de Malcolm dans Malcolm (Malcolm in the Middle)
  - Eric McCormack pour le rôle de Will Truman dans Will et Grace (Will & Grace)
- 2003 : Tony Shalhoub pour le rôle d'Adrian Monk dans Monk
  - Larry David pour le rôle de Larry David dans Larry et son nombril (Curb Your Enthusiasm)
  - Matt LeBlanc pour le rôle de Joey Tribbiani dans Friends
  - Bernie Mac pour le rôle de Bernie dans The Bernie Mac Show
  - Eric McCormack pour le rôle de Will Truman dans Will et Grace (Will & Grace)
- 2004 : Ricky Gervais pour le rôle de David Brent dans The Office
  - Matt LeBlanc pour le rôle de Joey Tribbiani dans Friends
  - Bernie Mac pour le rôle de Bernie dans The Bernie Mac Show
  - Eric McCormack pour le rôle de Will Truman dans Will et Grace (Will and Grace)
  - Tony Shalhoub pour le rôle d'Adrian Monk dans Monk ♕
- 2005 : Jason Bateman pour le rôle de Michael Bluth dans Arrested Development
  - Zach Braff pour le rôle du Dr John Michael « JD » Dorian dans Scrubs
  - Larry David pour le rôle de Larry David dans Larry et son nombril (Curb Your Enthusiasm)
  - Matt LeBlanc pour le rôle de Joey Tribbiani dans Joey
  - Tony Shalhoub pour le rôle d'Adrian Monk dans Monk
  - Charlie Sheen pour le rôle de Charlie Harper dans Mon oncle Charlie (Two and a Half Men)
- 2006 : Steve Carell pour le rôle de Michael Scott dans The Office
  - Zach Braff pour le rôle de John Dorian dans Scrubs
  - Larry David pour son propre rôle dans Larry et son nombril (Curb Your Enthusiasm)
  - Jason Lee pour le rôle de Earl J. Hickey dans Earl (My Name is Earl)
  - Charlie Sheen pour le rôle de Charlie Harper dans Mon oncle Charlie (Two and a Half Men)
- 2007 : Alec Baldwin pour le rôle de Jack Donaghy dans 30 Rock
  - Zach Braff pour le rôle de John Dorian dans Scrubs
  - Steve Carell pour le rôle de Michael Scott dans The Office ♕
  - Jason Lee pour le rôle d'Earl J. Hickey dans Earl (My Name is Earl)
  - Tony Shalhoub pour le rôle d'Adrian Monk dans Monk
- 2008 : David Duchovny pour le rôle de Hank Moody dans Californication
  - Alec Baldwin pour le rôle de Jack Donaghy dans 30 Rock ♕
  - Steve Carell pour le rôle de Michael Scott dans The Office
  - Ricky Gervais pour le rôle d'Andy Millman dans Extras
  - Lee Pace pour le rôle de Ned dans Pushing Daisies
- 2009 : Alec Baldwin pour le rôle de Jack Donaghy dans 30 Rock
  - Steve Carell pour le rôle de Michael Scott dans The Office
  - Kevin Connolly pour le rôle de Eric « E » Murphy dans Entourage
  - David Duchovny pour le rôle de Hank Moody dans Californication ♕
  - Tony Shalhoub pour le rôle de Adrian Monk dans Monk

### Années 2010
- 2010 : Alec Baldwin pour le rôle de Jack Donaghy dans  30 Rock ♕
  - Steve Carell pour le rôle de Michael Scott dans The Office
  - David Duchovny pour le rôle de Hank Moody dans Californication
  - Thomas Jane pour le rôle de Ray Drecker dans Hung
  - Matthew Morrison pour le rôle de Will Schuester dans Glee
- 2011 : Jim Parsons pour le rôle de Sheldon Cooper dans The Big Bang Theory
  - Alec Baldwin pour le rôle de Jack Donaghy dans 30 Rock ♕
  - Steve Carell pour le rôle de Michael Scott dans The Office ♙
  - Thomas Jane pour le rôle de Ray Drecker dans Hung ♙
  - Matthew Morrison pour le rôle de Will Schuester dans Glee ♙
- 2012 : Matt LeBlanc pour son propre rôle dans Episodes
  - Alec Baldwin pour le rôle de Jack Donaghy dans 30 Rock ♙
  - David Duchovny pour le rôle de Hank Moody dans Californication
  - Johnny Galecki pour le rôle de Leonard Hofstadter dans The Big Bang Theory
  - Thomas Jane pour le rôle de Ray Drecker dans Hung ♙
- 2013 : Don Cheadle pour le rôle de Marty Kaan dans House of Lies
  - Alec Baldwin pour le rôle de Jack Donaghy dans 30 Rock ♙
  - Louis C.K. pour le rôle de Louie dans Louie
  - Matt LeBlanc pour son propre rôle dans Episodes ♕
  - Jim Parsons pour le rôle de Sheldon Cooper dans The Big Bang Theory
- 2014 : Andy Samberg pour le rôle de Jake Peralta dans Brooklyn Nine-Nine
  - Jason Bateman pour le rôle de Michael Bluth dans Arrested Development
  - Don Cheadle pour le rôle de Marty Kaan dans House of Lies ♕
  - Michael J. Fox pour le rôle de Mike Henry dans The Michael J. Fox Show
  - Jim Parsons pour le rôle de Sheldon Cooper dans The Big Bang Theory
- 2015 : Jeffrey Tambor pour le rôle de Maura Pfefferman dans Transparent
  - Louis C.K. pour le rôle de Louie dans Louie
  - Don Cheadle pour le rôle de Marty Kaan dans House of Lies
  - Ricky Gervais pour le rôle de Derek Noakes dans Derek
  - William H. Macy pour le rôle de Frank Gallagher dans Shameless
- 2016 : Gael García Bernal pour le rôle de Rodrigo De Souza dans Mozart in the Jungle
  - Aziz Ansari pour le rôle de Dev Shah dans Master of None
  - Rob Lowe pour le rôle de Dean Sanderson Jr. dans The Grinder
  - Patrick Stewart pour le rôle de Walter Blunt dans Blunt Talk
  - Jeffrey Tambor pour le rôle de Maura Pfefferman dans Transparent
- 2017 : Donald Glover pour le rôle de Earnest "Earn" Marks dans Atlanta
  - Anthony Anderson pour le rôle d'Andre "Dre" Johnson, Sr. dans Black-ish
  - Gael García Bernal pour le rôle de Rodrigo De Souza dans Mozart in the Jungle
  - Nick Nolte pour le rôle de Richard Graves dans Graves
  - Jeffrey Tambor pour le rôle de Maura Pfefferman dans Transparent
- 2018 : Aziz Ansari pour le rôle de Dev Shah dans Master of None
  - Anthony Anderson pour le rôle d'Andre "Dre" Johnson, Sr. dans Black-ish
  - Kevin Bacon pour le rôle de Dick dans I Love Dick
  - William H. Macy pour le rôle de Frank Gallagher dans Shameless
  - Eric McCormack dans Will Truman dans Will et Grace (Will & Grace)
- 2019 : Michael Douglas pour le rôle de Sandy Kominsky dans La Méthode Kominsky (The Kominsky Method)
  - Sacha Baron Cohen pour le rôle de plusieurs personnages dans Who Is America?
  - Jim Carrey pour le rôle de Jeff Pickles dans Kidding
  - Donald Glover pour le rôle de Earnest "Earn" Marks dans Atlanta
  - Bill Hader pour le rôle de Barry Berkman / Barry Block dans Barry

### Années 2020
- 2020 : Ramy Youssef pour le rôle de Ramy Hassan dans Ramy
  - Michael Douglas pour le rôle de Sandy Kominsky dans La Méthode Kominsky (The Kominsky Method)
  - Bill Hader pour le rôle de Barry Berkman / Barry Block dans Barry
  - Ben Platt pour le rôle de Payton Hobart dans The Politician
  - Paul Rudd pour le rôle de Miles Elliot dans Living with Yourself
- 2021 : Jason Sudeikis pour le rôle de Ted Lasso dans Ted Lasso
  - Nicholas Hoult pour le rôle de Pierre III dans The Great
  - Eugene Levy pour le rôle de Johnny Rose dans Bienvenue à Schitt's Creek (Schitt's Creek)
  - Don Cheadle pour le rôle de Maurice Monroe dans Black Monday
  - Ramy Youssef pour le rôle de Ramy Hassan pour Ramy
- 2022 : Jason Sudeikis pour le rôle de Ted Lasso dans Ted Lasso
  - Anthony Anderson pour le rôle de Andre Johnson dans Black-ish
  - Nicholas Hoult pour le rôle de Pierre III dans The Great
  - Steve Martin pour le rôle de Charles-Haden Savage dans Only Murders in the Building
  - Martin Short pour le rôle de Oliver Putnam dans Only Murders in the Building
- 2023 : Jeremy Allen White pour le rôle de Carmen "Carmy" Berzatto dans The Bear
  - Donald Glover pour le rôle de Earnest Marks dans Atlanta
  - Bill Hader pour le rôle de Barry Berkman / Barry Block dans Barry
  - Steve Martin pour le rôle de Charles-Haden Savage dans Only Murders in the Building
  - Martin Short pour le rôle de Oliver Putnam dans Only Murders in the Building

- 2024 : Jeremy Allen White pour le rôle de Carmen Berzatto dans The Bear
  - Bill Hader pour le rôle de Barry Berkman dans Barry
  - Steve Martin pour le rôle de Charles-Haden Savage dans Only Murders in the Building
  - Jason Segel pour le rôle de Jimmy Laird dans Shrinking
  - Martin Short pour le rôle de Oliver Putnam dans Only Murders in the Building
  - Jason Sudeikis pour le rôle de Ted Lasso dans Ted Lasso

- 2025 : Jeremy Allen White pour le rôle de Carmen « Carmy » Berzatto dans The Bear
  - Adam Brody pour le rôle de Noah dans Nobody Wants This
  - Ted Danson pour le rôle de Charles dans Espion à l'ancienne
  - Steve Martin pour le rôle de Charles-Haden Savage dans Only Murders in the Building
  - Jason Segel pour le rôle de Jimmy Laird dans Shrinking
  - Martin Short pour le rôle d'Oliver Putnam dans Only Murders in the Building

## Récompenses et nominations multiples

### Nominations multiples
11 : Alan Alda
10 : Ted Danson
8 : Michael J. Fox, Kelsey Grammer
7 : Alec Baldwin, Judd Hirsch
6 : Steve Carell, Eric McCormack, Bob Newhart, Carroll O'Connor
5 : Tim Allen, Matt LeBlanc,Tony Shalhoub
4 : Don Cheadle, Bill Cosby, David Duchovny, Redd Foxx, John Goodman, Hal Linden, Craig T. Nelson, Paul Reiser, John Ritter, Jerry Seinfeld
3 : Anthony Anderson, Zach Braff, Larry David, Ricky Gervais, Donald Glover, Robert Guillaume, Bill Hader, Thomas Jane, John Lithgow, Gavin MacLeod, Richard Mulligan, Tony Randall, Burt Reynolds, Charlie Sheen, Bruce Willis, Jim Parsons, Jeffrey Tambor, Flip Wilson
2 : Aziz Ansari, Jason Bateman, Herschel Bernardi, Louis C.K., Dabney Coleman, Tony Danza, Michael Douglas, Gael García Bernal, Thomas Gibson, Nicholas Hoult, Jack Klugman, Jason Lee, Bernie Mac, William H. Macy, Steve Martin, Matthew Morrison, Frankie Muniz, Ed O'Neill, Ray Romano, Fred Savage, George Segal, Garry Shandling, Martin Short, Will Smith, Jason Sudeikis, Robin Williams, Henry Winkler, Ramy Youssef

### Récompenses multiples
Légende : Nombre de récompenses/Nombre de nominations
6 : Alan Alda
4 : Michael J. Fox
3 : Alec Baldwin
2 : Henry Winkler, Bill Cosby, Kelsey Grammer, Ted Danson, Jason Sudeikis